# 8. komando divizija (Irak)
8. komando divizija je specialna (komando) divizija Iraške kopenske vojske, ki spada pod okrilje Centralnih sil IKV.

## Organizacija
- Štab
- 8. bataljon specialnih sil
- 8. komando bataljon
- 30. komando (motorizirana) brigada
- 31. komando (motorizirana) brigada
- 32. komando (motorizirana) brigada
- 33. komando (motorizirana) brigada
- 8. poljski artilerijski polk
- 8. poljski artilerijski polk
- 8. lokacijsko poveljstvo

- 8. bazna varnostna enota
- 8. vzdrževalna baza
- 8. motorizirani transportni polk

- 8. divizijski trenažni center